# Kleinfeistritz
Kleinfeistritz ist ein Ort in der Katastralgemeinde Reisstraße in der Gemeinde Weißkirchen in Steiermark.

## Geografie
Der Weiler liegt ostsüdöstlich von Weißkirchen knapp oberhalb des Zusammenflusses von Kothbach und Stüblerbach.

## Verbauung
Es gibt Haufen- und Paarhöfe und große Stallscheunen.

## Kultur und Sehenswürdigkeiten
- Katholische Pfarrkirche Kleinfeistritz hl. Johannes der Täufer
- Stüblergut: Urkundlich 1420 ein Hospiz mit einer Taverne.

## Wirtschaft und Infrastruktur
Das im Bergbau in Kleinfeistritz gewonnene talkähnliche Mineral Leukophyllit wird in Weißkirchen im Talkumwerk Naintsch weiterverarbeitet und in die ganze Welt verkauft.